# مستعر قزم

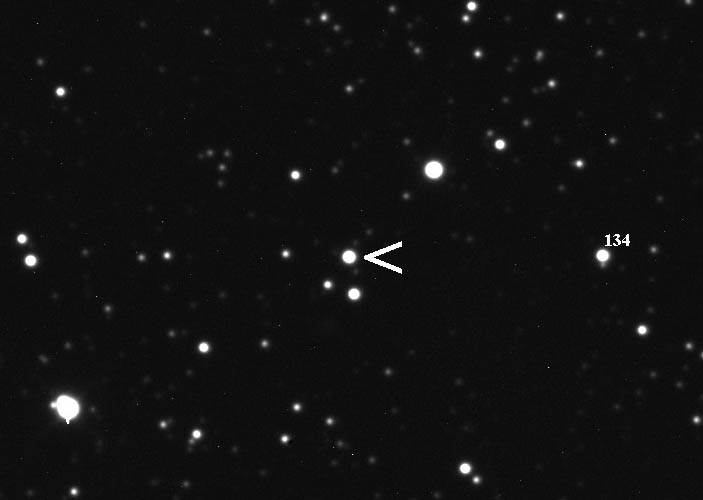
المستعر القزم HT Cas في فورة (قدرها ~13.4) في 2 نوفمبر, 2010

المُسْتَعِرُ القزم أو الطارف القزم (بالإنجليزية: Dwarf nova)‏ أو متغير U التوأمان نوع من النجوم المتغيرة (بالإنجليزية: U Geminorum-type variable star)‏ (UG) مستعر يو جي وهي فئة من نجم متغير كارثي، يتألف من نظام نجمي ثنائي عبارة عن قزم أبيض يتزود بالمادة من مرافقة.
وأول مستعر قزم تم رصدة هو نجوم U التوأمين عام 1855, ومع ذلك، فإن آلية هذه الفئة كانت غير معروفة حتى عام 1974 .عندما أظهر براين وارنر أن زيادة التألق إنما يعود إلى زيادة لمعان القرص المزود وهذا يشبه الانفجارات الدورية في المستعرات الكلاسيكية التي يكون قزم أبيض مشاركا فيها.
لكن آلآلية مختلفة عن المستعرات الكلاسيكية ننيجة اندماج وتفجر الهيدروجين المتراكم على السطح الرئيسي. وتشير النظرية الحالية إلى ان المستعر القزم ماهو الا حصيلة عدم الاستقرار في قرص التنامي عندما يصل الغاز في القرص إلى درجة الحرارة الحرجة مما يؤدي إلى تغيير في اللزوجة، ينتج عنة زيادة مؤقتة في كتلة التدفق خلال القرص، والتي تسخن القرص كله، وبالتالي يزيد من لمعانة. نقل الكتلة من النجم المانح هو أقل من هذه الزيادة في التدفق خلال القرص، وبالتالي فإن القرص سوف ينخفض في نهاية المطاف إلى ما دون درجة الحرارة الحرجة، ويعود إلى وضع أكثر برودة .
المستعرات القزمة تختلف عن المستعرات الكلاسيكية بطرق أخرى. منها لمعانها أقل، وأنها عادة تتكرر في نطاق من الأيام إلى عدة عقود.

## أنواع فرعية
هناك ثلاثة أنواع فرعية من نجوم يو جي
- نجوم SS الدجاجة (UGSS)،يزيد سطوع هذه الفئة من 2 إلى 6 قدر ظاهري خلال فترة من يوم إلى يومين، وانخفاض أطول إلى حد ما. الفاصل الزمني المتوسط بين النوبات يتراوح من حوالي 10 أيام إلى عدة سنوات.
- نجوم اس يو الدب الأكبر (UGSU),
- نجوم زي كام أو زي الزرافة (UGZ)